# Hans van Houwelingen (wiskundige)
Johannes Cornelis (Hans) van Houwelingen (Rotterdam, 25 maart 1945) is een Nederlandse wiskundige en statisticus en emeritus-hoogleraar aan de Faculteit Geneeskunde van de Universiteit Leiden in de medische statistiek.

## Carrière
Van Houwelingen studeerde aan de Universiteit Utrecht. Na zijn afstuderen in 1968 met als hoofdvak wiskunde en bijvakken theoretische natuurkunde en mathematische statistiek werkte Van Houwelingen bij diezelfde universiteit aan het Instituut voor mathematische statistiek, opgericht door Gerard Jan Leppink en onderdeel van het Mathematisch Instituut. Het jaar erop werkte hij een jaar voor Koninklijke Philips, waarna hij terugkeerde naar het instituut. 
Van Houwelingen promoveerde in 1973 bij Leppink op het proefschrift On empirical Bayes rules for the continuous one-parameter exponential family. Hij bleef na zijn promotie werkzaam aan de Universiteit Utrecht.
De Universiteit Leiden benoemde Van Houwelingen in 1986 tot hoogleraar. Zijn oratie (Inaugurele rede) vond plaats op 15 mei 1987 en was getiteld "Het statistisch instrumentarium".
Een van Van Houwelingens belangrijkste expertise-gebieden is klinische survival analysis, een vakgebied in de medische statistiek waarin men het verwachte moment van sterven bij groepen mensen analyseert. Hij heeft twee boeken over dit onderwerp geschreven, met enkele co-auteurs.
Richard Gill noemde Van Houwelingen, John van de Geer en Willem van Zwet de 'godfathers' (peetvaders) van de statistiek in Leiden en in de internationale academische wereld, die 'peaks of excellence' hebben gecreëerd in het internationale onderzoekslandschap.
In een uitgave ter gelegenheid van de 426ste dies natalis van de Universiteit Leiden in 2001 werd Van Houwelingen geciteerd: "Mijn fascinatie is het toeval. Het is de taak van de statistiek en de statisticus om relaties tussen toevallige grootheden te doorgronden en onderscheid te kunnen maken tussen ruis en variabel signaal. Het is de kunst om daarbij te beseffen dat elke waarneming toevallig is en net zo goed anders had kunnen uitvallen. Een data-set lijkt daarmee op een momentopname van een trillende snaar. Als het mij lukt om een goed statistisch model voor een bepaalde data-set te maken, dan is het alsof ik de melodie van het toeval kan meefluiten en heb ik weer inspiratie om door te gaan."
In zijn afscheidsrede, "Een vooruitziende blik", op 26 november 2008 stelde Van Houwelingen dat een biostatisticus altijd voorbereid moet zijn op het onverwachte: "Het is de taak van een statisticus om vooruit te kijken naar wat zou kunnen gebeuren en anderen te helpen daar verstandig mee om te gaan. Dat geldt niet alleen voor adviserend werk. De statisticus moet dat ook proberen te doen bij het onderzoek in zijn eigen vak." Hij ging na zijn afscheid door met publiceren.

### Promovendi
De promovendi van Van Houwelingen zijn onder anderen: Saskia le Cessie, Jelle Goeman, Jeanine Houwing-Duistermaat, Jan Hendrik Nokkert en Mioara Alina Nicolaie.

## Erkenning en prijzen
| Jaar | Organisatie                                                                         | erkenning/prijs                                                                                              |
| ---- | ----------------------------------------------------------------------------------- | --- |
| 1992 | BMS-ANed                                                                            | Dutch Biometry Award voor een artikel in samenwerking met S. le Cessie                                       |
| 1994 | BMS-ANed                                                                            | Dutch Biometry Award voor een artikel in samenwerking met P.J.M. Verweij                                     |
| 2001 | American Statistical Association                                                    | Fellow (lid)                                                                                                 |
| 2006 | BMS-ANed                                                                            | Dutch Biometry Award voor een artikel in samenwerking met R. Elgalta, J.J. Houwing-Duistermaat, C. van Duijn |
| 2007 | de Nederlandse afdeling van de International Biometric Society (ANed)               | Honorary Member (erelid)                                                                                     |
| 2008 | sectie Biometrie van de Vereniging voor Statistiek en Operationele Research (VVSOR) | Honorary Member (erelid)                                                                                     |
| 2008 | Koninkrijk der Nederlanden                                                          | Ridder in de Orde van de Nederlandse Leeuw (26 november 2008)                                                |
| 2010 | International Biometric Society                                                     | Een uitgave van het Biometrical Journal werd opgedragen aan Van Houwelingen.                                 |
| 2011 | International Society for Clinical Biostatistics                                    | Honorary Member (erelid)                                                                                     |
| 2015 | sectie Biometrie van de Vereniging voor Statistiek en Operationele Research (VVSOR) | De tweejaarlijkse BMS-ANed Biometry Award werd hernoemd naar de Hans van Houwelingen Biometry Award          |
| 2018 | International Biometric Society                                                     | Honorary Life Member (levenslang erelid, 10 july 2018 bij de uitreikingsceremonie voor de IBS Awards)        |

## Boeken
- J.C. van Houwelingen, Th. Stijnen, R. van Strik (1993). Inleiding tot de medische statistiek. Bunge. ISBN 9789063481278.
- (en) Hans van Houwelingen en Hein Putter (2011). Dynamic Prediction in Clinical Survival Analysis. Taylor & Francis. ISBN 9781439835333. Gearchiveerd op 25 juli 2023. Geraadpleegd op 3 augustus 2024.
- (en) John P. Klein, Hans C. van Houwelingen, Joseph G. Ibrahim, Thomas H. Scheike. Handbook of Survival Analysis. Taylor & Francis. DOI:10.1201/b16248. ISBN 9781466555662.